# Gibbon karłowaty
Gibon karłowaty, siamang karłowaty (Hylobates klossii) – gatunek ssaka naczelnego z rodziny gibbonowatych (Hylobatidae).

## Zasięg występowania
Gibon karłowaty występuje endemicznie na Wyspach Mentawai leżących w pobliżu zachodniej części Sumatry (Siberut, Sipura, Północna Pagai, Południowa Pagai i wysepka Sinakak przy wschodniej części Południowej Pagai).

## Taksonomia
Gatunek po raz pierwszy naukowo opisał w 1903 roku amerykański botanik i zoolog Gerrit Smith Miller nadając mu nazwę Symphalangus klossii. Holotyp pochodził z Południowej Pagai, w Sumatrze Zachodniej, w Indonezji. 
Wśród populacji zamieszkującej różne wyspy Mentawai zaobserwowano niewielkie lub żadne zróżnicowanie geograficzne. Na podstawie niewielkiej liczby próbek zaobserwowano pewne różnice w kierunku włosów na przedramieniu. Dane genetyczne i wokalne sugerują, że między wyspami nie doszło do zróżnicowania, prawdopodobnie z powodu historycznego spadku liczby genów (niskiego jeszcze 7000 lat temu). Autorzy Illustrated Checklist of the Mammals of the World uznają ten takson za gatunek monotypowy.

### Etymologia
- Hylobates: gr. ὑλοβατης hulobatēs „przebiegający lasy”, od ὑλη hulē „las, teren lesisty”; βατης batēs „piechur”, od βατεω bateō „stąpać”, od βαινω bainō „chodzić”[8].
- klossii: Cecil Boden Kloss (1877–1949), angielski etnolog i zoolog[9].

## Morfologia
Długość ciała (bez ogona) samic 42–58 cm, samców 43,5–58,5 cm; masa ciała samic 4,4–6,8 kg, samców 5–7,8 kg. Gibbon karłowaty wygląda jak zmniejszona kopia siamanga wielkiego. Oba gatunki mają bardzo podobne zwyczaje. Gibbon karłowaty jest najmniejszym przedstawicielem swojej rodziny i sądzi się, że budową ciała jest bardzo zbliżony do dawnych przodków tej grupy małp.

## Tryb życia
Występuje w wilgotnych lasach równikowych, na wzgórzach i nizinach. Wiedzie ściśle nadrzewny tryb życia. Żywi się owadami i młodymi pędami. Grupy rodzinne składające się z pary dorosłych zwierząt i najwyżej 3 młodych zamieszkują własne terytorium.
Samica zawsze rodzi 1 młode.